# Tereza de Benguela

Bild av Tereza de Benguela skapad av konstnären Ilka Cyana, baserad på akademisk forskning och vittnesmål från historikern och ättlingen Silviane Ramos.

Tereza de Benguela, född ca 1700 i Benguela, död 1770 i Capitania de Mato Grosso, var en brasiliansk  slavledare som bodde i delstaten Mato Grosso i Brasilien under 1700-talet. Hon var ledare för bosättningen Quilombo do Piolho.
Tereza de Benguela var gift med José Piolho, som ledde Quilombo do Piolho (eller do Quariterê), mellan floden Guaporé och staden Cuiabá. Efter José Piolhos död blev Tereza bosättningens drottning, och under hennes ledning stod de svarta och ursprungsbefolkningen emot slaveriet i två decennier. År 1770 förstördes bosättningen av Luís Pinto de Sousas styrkor Coutinho. Hela dess befolkning arresterades eller dödades, inklusive Terezade Benguela.

## Tereza de Benguela-dagen
År 2014 utsågs 25 juli till Brasiliens nationella dag för Tereza de Benguela.